# Walter Simon Andrews
Walter Simon Andrews (27. april 1847 – 26. august 1899) var en britisk politimand. Han var en af tre inspektører (de to andre er Frederick Abberline og Henry Moore), som blev sendt fra Scotland Yard til Whitechapel i 1888 for at styrke efterforskningen af Whitechapelmordene.
Han blev født i Boulge, Suffolk, og han blev gift med Jane Carr den 4. august 1867. Han sluttede sig til London Metropolitan Police Service den 15. november 1869 og steg i graderne. Han blev forfremmet til Detective Sergeant den 18. november 1875 og til Inspektør den 6 Juli 1878.